# Monistrol-sur-Loire
Monistrol-sur-Loire é uma comuna francesa na região administrativa de Auvérnia-Ródano-Alpes, no departamento de Alto Loire. Estende-se por uma área de 48,28 km². Em 2010 a comuna tinha 9 278 habitantes (densidade: 192,2 hab./km²).